# Diatraea ragonoti
Diatraea ragonoti là một loài bướm đêm trong họ Crambidae.